# Enrico di Borbone-Parma
Enrico di Borbone-Parma (Rorschach, 13 giugno 1873 – Lucca, 16 novembre 1939), fu il figlio maschio maggiore sopravvissuto di Roberto I, duca di Parma e della sua prima moglie, Maria Pia di Borbone-Due Sicilie, divenne pretendente al titolo di duca di Parma, Piacenza e Guastalla e re di Etruria con il nome di Enrico I.

## Biografia

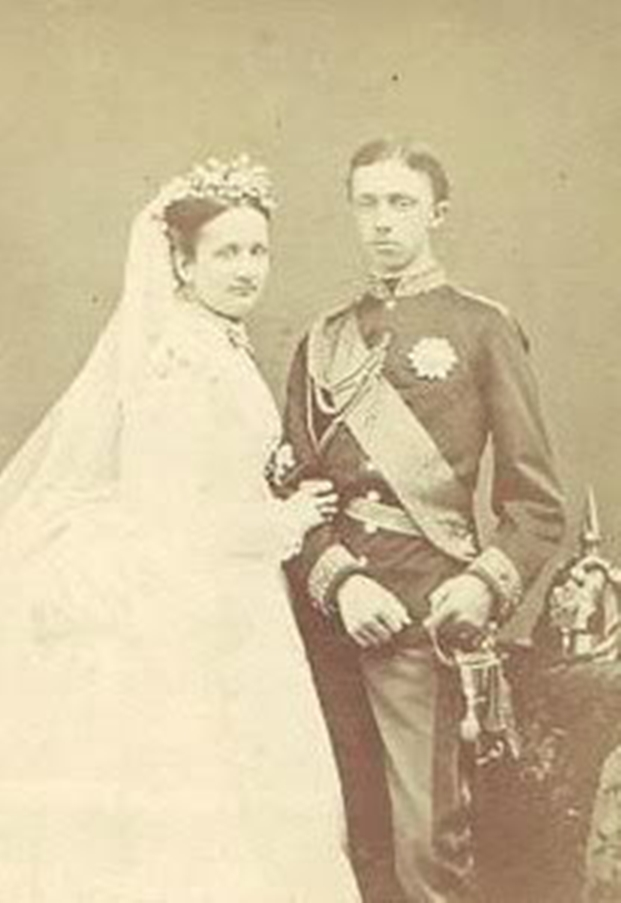
I genitori di Enrico, Roberto I di Parma e Maria Pia di Borbone-Due Sicilie.

### Infanzia
Fu il secondo figlio maschio di Roberto I di Parma e della di lui prima moglie, Maria Pia di Borbone-Due Sicilie, nacque il  13 giugno 1873, a Rorschach, in Svizzera.
Sua madre Maria Pia morì il 29 settembre 1882, quando Enrico aveva nove anni; suo padre si risposò con la principessa Maria Antonia di Braganza, da cui ebbe 12 figli.

### Vita successiva
Il ducato di Parma e Piacenza venne fuso nel neonato Regno d'Italia nel 1859. Il padre, che continuò a portare il titolo di duca di Parma, morì nel 1907 a 59 anni, ed Enrico, il figlio maschio maggiore, gli succedette come pretendente di Parma, Piacenza ed Etruria con il nome di Enrico I, venendo dichiarato mentalmente instabile poco dopo insieme ai fratelli Giuseppe, Luisa Maria, Maria Teresa, Maria Pia, e Maria Immacolata.
Poiché Enrico aveva difficoltà di apprendimento, il fratello Elia divenne reggente come capo della casata, anche se Enrico rimase duca titolare fino alla morte.
Durante il suo periodo da pretendente i Borbone di Parma vivevano tra la villa Borbone di Viareggio, la villa Borbone di Lucca, ma anche in Austria.

### Morte
Enricò morì celibe e senza prole; gli successe come pretendente al trono ducale di Parma suo fratello Giuseppe dopo la sua morte.

## Ascendenza
|                                  |                               |                                      | Genitori                              |  |  | Nonni |  |  | Bisnonni                  |  |  | Trisnonni             |  |
|                                  |                               |                                      |                                       |  |  |       |  |  | Carlo Ludovico di Borbone |  |  | Ludovico I di Etruria |  |
|                                  |                               |                                      |                                       |  |  |       |  |  | Carlo Ludovico di Borbone |  |  | Ludovico I di Etruria |  |
|                                  |                               | Maria Luisa di Borbone-Spagna        |                                       |  |  |       |  |  | Carlo Ludovico di Borbone |  |  |                       |  |
| Carlo III di Parma               |                               |                                      |                                       |  |  |       |  |  | Carlo Ludovico di Borbone |  |  |                       |  |
|                                  |                               | Maria Teresa di Savoia (1803-1879)   | Vittorio Emanuele I di Savoia         |  |  |       |  |  |                           |  |  |                       |  |
|                                  |                               | Maria Teresa di Savoia (1803-1879)   | Vittorio Emanuele I di Savoia         |  |  |       |  |  |                           |  |  |                       |  |
|                                  |                               | Maria Teresa di Savoia (1803-1879)   | Maria Teresa d'Austria-Este           |  |  |       |  |  |                           |  |  |                       |  |
| Roberto I di Parma               |                               | Maria Teresa di Savoia (1803-1879)   |                                       |  |  |       |  |  |                           |  |  |                       |  |
|                                  |                               | Carlo di Borbone-Francia (1778-1820) | Carlo X di Francia                    |  |  |       |  |  |                           |  |  |                       |  |
|                                  |                               | Carlo di Borbone-Francia (1778-1820) | Carlo X di Francia                    |  |  |       |  |  |                           |  |  |                       |  |
|                                  |                               | Carlo di Borbone-Francia (1778-1820) | Maria Teresa di Savoia                |  |  |       |  |  |                           |  |  |                       |  |
| Luisa Maria di Borbone-Francia   |                               | Carlo di Borbone-Francia (1778-1820) |                                       |  |  |       |  |  |                           |  |  |                       |  |
|                                  |                               | Carolina di Borbone-Due Sicilie      | Francesco I delle Due Sicilie         |  |  |       |  |  |                           |  |  |                       |  |
|                                  |                               | Carolina di Borbone-Due Sicilie      | Francesco I delle Due Sicilie         |  |  |       |  |  |                           |  |  |                       |  |
|                                  |                               | Carolina di Borbone-Due Sicilie      | Maria Clementina d'Asburgo            |  |  |       |  |  |                           |  |  |                       |  |
| Enrico di Borbone-Parma          |                               | Carolina di Borbone-Due Sicilie      |                                       |  |  |       |  |  |                           |  |  |                       |  |
|                                  | Francesco I delle Due Sicilie | Ferdinando I delle Due Sicilie       |                                       |  |  |       |  |  |                           |  |  |                       |  |
|                                  | Francesco I delle Due Sicilie | Ferdinando I delle Due Sicilie       |                                       |  |  |       |  |  |                           |  |  |                       |  |
|                                  | Francesco I delle Due Sicilie | Maria Carolina d'Asburgo-Lorena      |                                       |  |  |       |  |  |                           |  |  |                       |  |
| Ferdinando II di Borbone         | Francesco I delle Due Sicilie |                                      |                                       |  |  |       |  |  |                           |  |  |                       |  |
|                                  |                               | Maria Isabella di Borbone-Spagna     | Carlo IV di Spagna                    |  |  |       |  |  |                           |  |  |                       |  |
|                                  |                               | Maria Isabella di Borbone-Spagna     | Carlo IV di Spagna                    |  |  |       |  |  |                           |  |  |                       |  |
|                                  |                               | Maria Isabella di Borbone-Spagna     | Maria Luisa di Borbone-Parma          |  |  |       |  |  |                           |  |  |                       |  |
| Maria Pia di Borbone-Due Sicilie |                               | Maria Isabella di Borbone-Spagna     |                                       |  |  |       |  |  |                           |  |  |                       |  |
|                                  |                               | Carlo d'Asburgo-Teschen              | Leopoldo II d'Asburgo-Lorena          |  |  |       |  |  |                           |  |  |                       |  |
|                                  |                               | Carlo d'Asburgo-Teschen              | Leopoldo II d'Asburgo-Lorena          |  |  |       |  |  |                           |  |  |                       |  |
|                                  |                               | Carlo d'Asburgo-Teschen              | Maria Luisa di Borbone                |  |  |       |  |  |                           |  |  |                       |  |
| Maria Teresa d'Asburgo-Teschen   |                               | Carlo d'Asburgo-Teschen              |                                       |  |  |       |  |  |                           |  |  |                       |  |
|                                  |                               | Enrichetta di Nassau-Weilburg        | Federico Guglielmo di Nassau-Weilburg |  |  |       |  |  |                           |  |  |                       |  |
|                                  |                               | Enrichetta di Nassau-Weilburg        | Federico Guglielmo di Nassau-Weilburg |  |  |       |  |  |                           |  |  |                       |  |
|                                  |                               | Enrichetta di Nassau-Weilburg        | Luisa Isabella di Kirchberg           |  |  |       |  |  |                           |  |  |                       |  |
|                                  |                               | Enrichetta di Nassau-Weilburg        |                                       |  |  |       |  |  |                           |  |  |                       |  |

## Titoli e trattamento
- 13 giugno 1873 - 16 novembre 1907 sua altezza reale principe di Piacenza[3].
- 16 novembre 1907 - 16 novembre 1939 sua altezza reale duca di Parma, Piacenza e Guastalla, re d'Etruria, re di Navarra[4].